# En mans brott
En mans brott är en amerikansk film från 1947 i regi av Peter Godfrey. Den bygger på en pjäs av Martin Vale.

## Handling
Den instabile konstnären Geoffrey Carroll drabbas av ett obehagligt begär att förgifta sin invalida hustru. Det tar sig uttryck i en tavla han målar. Han gifter om sig med Sally Morton som han tidigare träffat, men drabbas snart av samma dödliga tankar igen.

## Rollista
- Humphrey Bogart - Geoffrey Carroll
- Barbara Stanwyck - Sally Morton Carroll
- Alexis Smith - Cecily Latham
- Nigel Bruce - Dr. Tuttle
- Isobel Elsom - Mrs. Latham
- Pat O'Moore - Charles Pennington
- Ann Carter - Beatrice Carroll